# Australomedusa thrombolites
Australomedusa thrombolites is een hydroïdpoliep uit de familie Australomedusidae. De poliep komt uit het geslacht Australomedusa. Australomedusa thrombolites werd in 2004 voor het eerst wetenschappelijk beschreven door Zeidler & Gershwin. 